# Les Ulmes
Les Ulmes és un municipi francès situat al departament de Maine i Loira i a la regió de País del Loira. L'any 2007 tenia 526 habitants.

## Demografia

### Població
El 2007 la població de fet de Les Ulmes era de 526 persones. Hi havia 200 famílies de les quals 32 eren unipersonals (8 homes vivint sols i 24 dones vivint soles), 84 parelles sense fills, 76 parelles amb fills i 8 famílies monoparentals amb fills.
La població ha evolucionat segons el següent gràfic:
Habitants censats

### Habitatges
El 2007 hi havia 226 habitatges, 201 eren l'habitatge principal de la família, 18 eren segones residències i 7 estaven desocupats. Tots els 225 habitatges eren cases. Dels 201 habitatges principals, 169 estaven ocupats pels seus propietaris, 30 estaven llogats i ocupats pels llogaters i 2 estaven cedits a títol gratuït; 7 tenien dues cambres, 24 en tenien tres, 54 en tenien quatre i 116 en tenien cinc o més. 177 habitatges disposaven pel capbaix d'una plaça de pàrquing. A 74 habitatges hi havia un automòbil i a 114 n'hi havia dos o més.

### Piràmide de població
La piràmide de població per edats i sexe el 2009 era:
| Homes | Edats   | Dones |
| ----- | ------- | ----- |
| 0     | 95 o +  | 0     |
| 4     | 90 a 94 | 4     |
| 0     | 85 a 89 | 0     |
| 0     | 80 a 84 | 4     |
| 8     | 75 a 79 | 12    |
| 16    | 70 a 74 | 12    |
| 12    | 65 a 69 | 20    |
| 4     | 60 a 64 | 20    |
| 16    | 55 a 59 | 8     |
| 24    | 50 a 54 | 12    |
| 8     | 45 a 49 | 8     |
| 32    | 40 a 44 | 20    |
| 8     | 35 a 39 | 20    |
| 16    | 30 a 34 | 8     |
| 12    | 25 a 29 | 16    |
| 8     | 20 a 24 | 8     |
| 20    | 15 a 19 | 4     |
| 32    | 10 a 14 | 16    |
| 20    | 5 a 9   | 4     |
| 20    | 0 a 4   | 4     |

## Economia
El 2007 la població en edat de treballar era de 313 persones, 251 eren actives i 62 eren inactives. De les 251 persones actives 228 estaven ocupades (126 homes i 102 dones) i 23 estaven aturades (10 homes i 13 dones). De les 62 persones inactives 25 estaven jubilades, 20 estaven estudiant i 17 estaven classificades com a «altres inactius».

### Ingressos
El 2009 a Les Ulmes hi havia 214 unitats fiscals que integraven 589,5 persones, la mediana anual d'ingressos fiscals per persona era de 17.334 €.

### Activitats econòmiques
Dels 19 establiments que hi havia el 2007, 1 era d'una empresa extractiva, 2 d'empreses de fabricació d'altres productes industrials, 6 d'empreses de construcció, 3 d'empreses de comerç i reparació d'automòbils, 1 d'una empresa de transport, 1 d'una empresa d'hostatgeria i restauració, 1 d'una empresa immobiliària, 2 d'empreses de serveis, 1 d'una entitat de l'administració pública i 1 d'una empresa classificada com a «altres activitats de serveis».
Dels 8 establiments de servei als particulars que hi havia el 2009, 2 eren fusteries, 2 lampisteries, 2 electricistes, 1 perruqueria i 1 restaurant.
L'any 2000 a Les Ulmes hi havia 19 explotacions agrícoles que ocupaven un total de 555 hectàrees.

## Equipaments sanitaris i escolars
El 2009 hi havia una escola elemental integrada dins d'un grup escolar amb les comunes properes formant una escola dispersa.

## Poblacions més properes
El següent diagrama mostra les poblacions més properes.